# دمیترو کوسربان
دمیترو کوسربان (اوکراینی: Дмитро Сергійович Козьбан؛ زادهٔ ۲۷ آوریل ۱۹۸۹) بازیکن فوتبال اهل اوکراین است.